# Dschelada

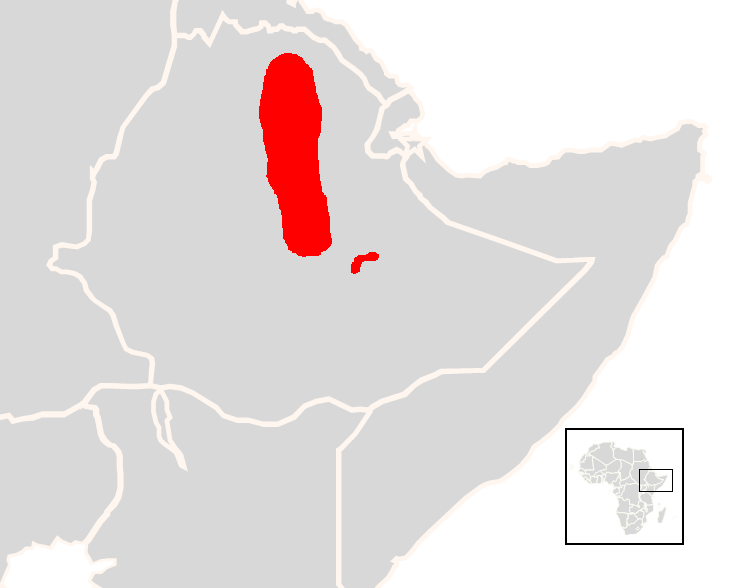
Verbreitungsgebiet laut IUCN

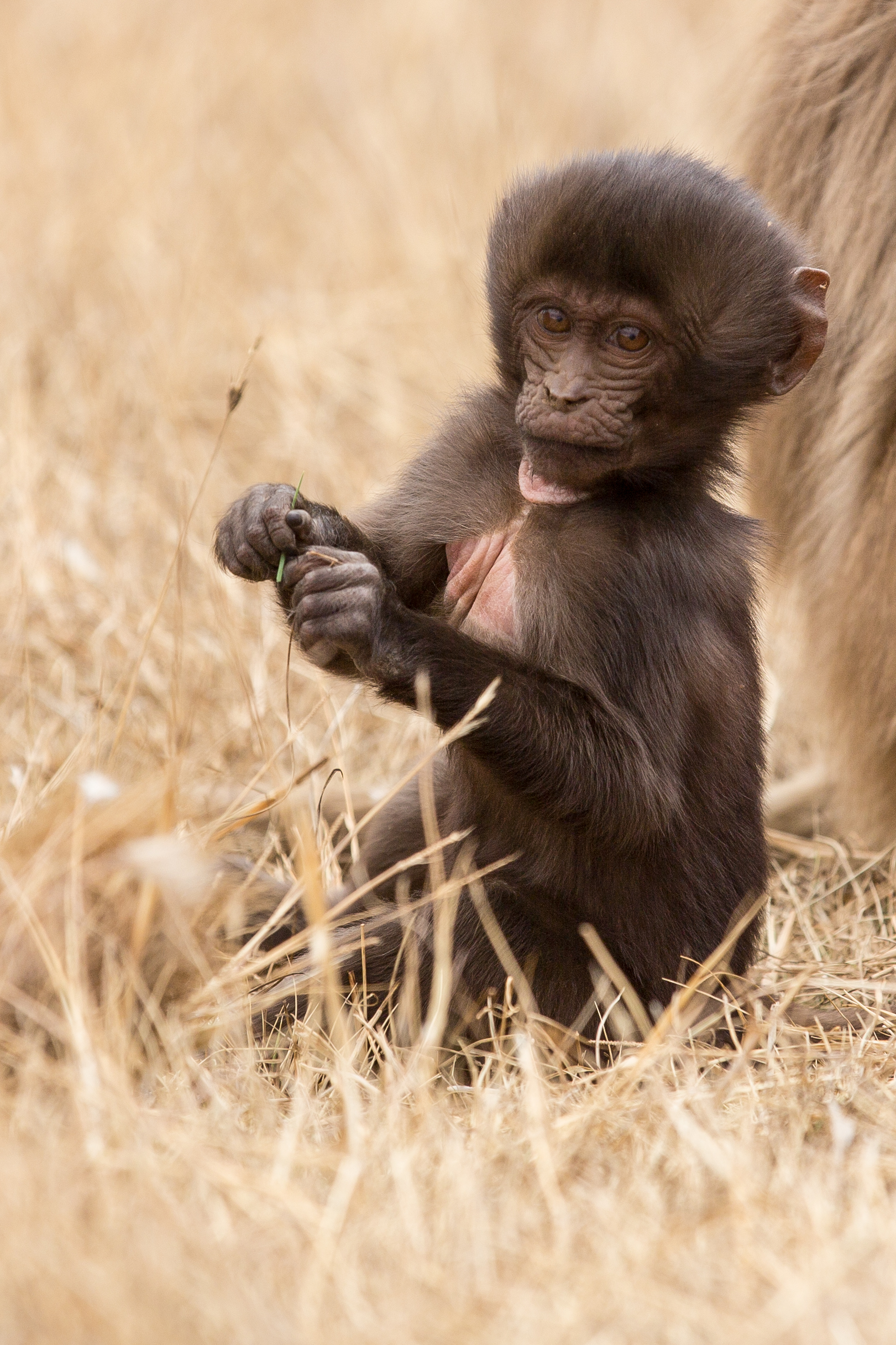
Jungtier

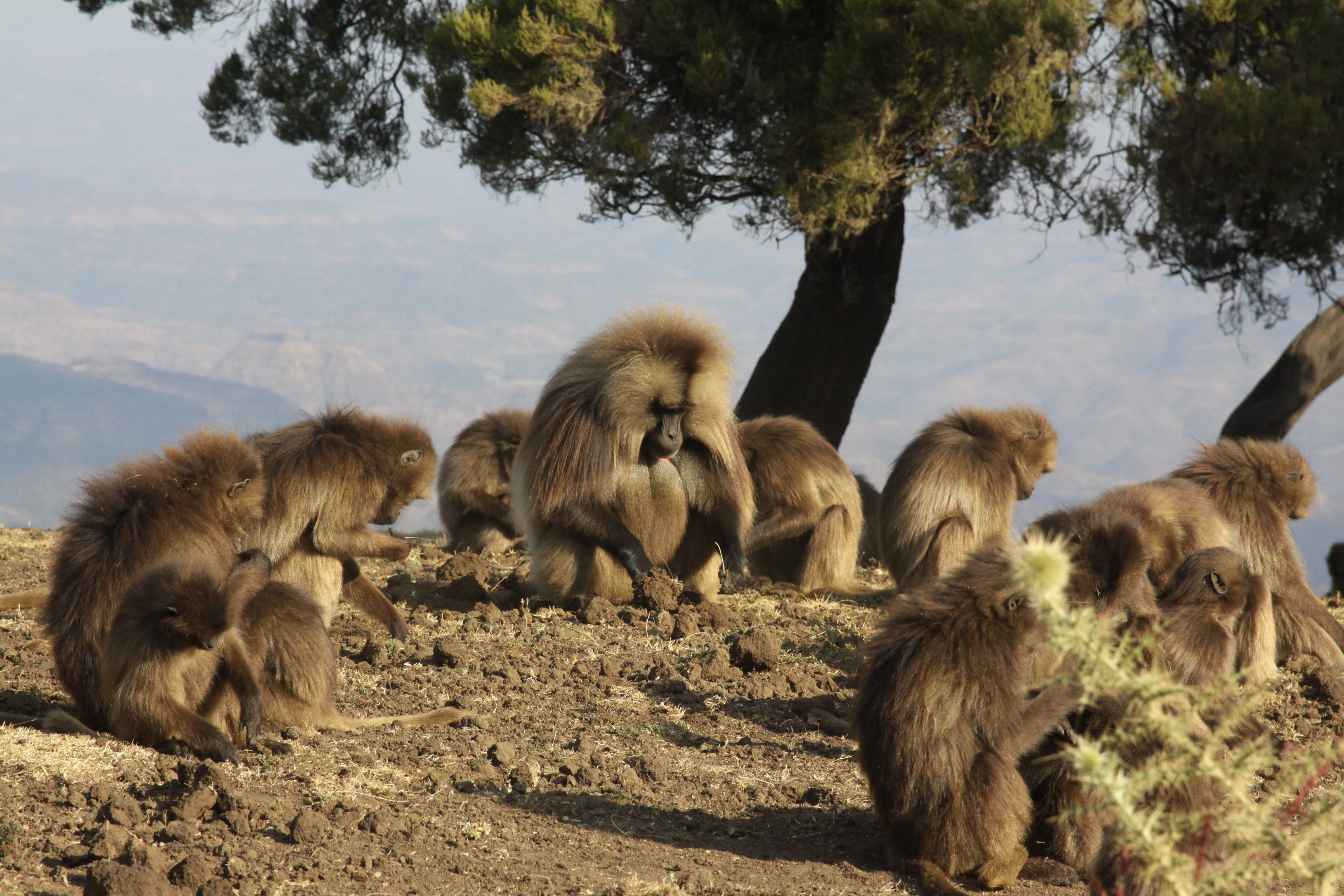
Gruppe von Dscheladas in den Simien-Bergen im Norden Äthiopiens

Der Dschelada oder Blutbrustpavian (Theropithecus gelada) ist eine sehr seltene Primatenart aus der Unterfamilie der Backentaschenaffen in der Familie der Meerkatzenverwandten. Er ist eng mit den Pavianen verwandt.

## Beschreibung
Das auffälligste Merkmal der Dscheladas ist ein roter, haarloser Fleck auf der Brust. Dieser ist bei Männchen sanduhrförmig und in der Brunftzeit leuchtend rot, bei Weibchen bildet sich dort während des Östrus eine Reihe roter Warzen. Die Tiere haben ein braunes Fell, das an der Unterseite heller gefärbt ist. Die Schnauze ist rundlich und unterscheidet sich von der der Paviane durch die seitlichen Nasenlöcher. Dscheladas erreichen eine Kopfrumpflänge von 50 bis 75 Zentimetern, der Schwanz wird ebenso lang wie der Körper und endet in einer Quaste. Mit einem Gewicht von bis zu 21 Kilogramm sind die Männchen um einiges größer als die Weibchen, die nur rund 14 Kilogramm erreichen, darüber hinaus tragen die Männchen eine eindrucksvolle Mähne.

## Verbreitung und Lebensraum
Dscheladas bewohnen ausschließlich das Hochland von Äthiopien. Ihr Lebensraum sind gebirgige Grasflächen in einer Höhe von 2200 bis über 4400 Metern Seehöhe.

## Lebensweise
Dscheladas sind reine Bodenbewohner, zum Schlafen ziehen sie sich in Felsspalten oder enge Schluchten zurück, den Tag verbringen sie mit der Nahrungssuche auf den ebenen Gebieten.
Dscheladas leben in zwei verschiedenen Gruppen-Typen: Zum einen gibt es Gruppen aus einem geschlechtsreifen Männchen, mehreren Weibchen und deren Nachwuchs, zum anderen reine Männergruppen, die vorwiegend aus Jungtieren bestehen. Manchmal findet sich aber auch ein älteres Exemplar, das aus einer gemischten Gruppe vertrieben wurde, in diesen Männchengruppen. Anders als bei den Pavianen führen bei den Dscheladas Weibchen die Gruppe an. Sie wählen auch ihre Männchen aus. Will ein männliches Tier ein anderes aus einer gemischten Gruppe vertreiben, kommt es zunächst zum Kampf zwischen ihnen. Ungeachtet des Ausgangs dieser Auseinandersetzung haben die Weibchen bereits ihre Wahl getroffen und vertreiben das unerwünschte Männchen. Dscheladas kennen kein Territorialverhalten: Wenn reichlich Nahrung vorhanden ist, schließen sich mehrere Gruppen zu Verbänden zusammen, die über 300 Köpfe umfassen können. Soziale Interaktion und gegenseitige Fellpflege geschehen allerdings nur innerhalb der kleinen Gruppe, Tiere aus fremden Gruppen beachten einander kaum.
Zur Kommunikation geben Dscheladas abwechslungsreiche, schmatzende Laute von sich, die von Wissenschaftlern als sprachenähnlich gedeutet werden.

### Ernährung
Dscheladas sind die einzigen Primaten, die sich größtenteils von Gras und Grassamen ernähren. Ihre Ernährung ist jedoch saisonal verschieden: in der Regenzeit, wenn es Gras im Überfluss gibt, ist dieses ihre einzige Nahrung, in der Trockenzeit greifen sie auch auf Wurzeln und Knollen zurück. Ihre Daumen sind sehr beweglich und so können sie geschickt auch nach einzelnen Halmen greifen.
Bereits die in Kenia fossil überlieferten Arten Theropithecus brumpti (vor 4,0 – 2,5 Millionen Jahren) und Theropithecus oswaldi (vor 2,0 – 1,0 Millionen Jahren) ernährten sich weit überwiegend von solchen relativ harten C4-Pflanzen.

### Fortpflanzung
Dscheladas haben keine ausgeprägte Paarungszeit. Die Fruchtbarkeit des Weibchens wird dadurch deutlich, dass ihr Brustfleck rot leuchtet und ihre Vulva anschwillt. Der Impuls zur Paarung geht von den Weibchen aus und ist synchronisiert, sodass nahezu alle Weibchen der Gruppe zur gleichen Zeit ihren Nachwuchs gebären. Die Tragzeit dauert rund  fünf bis sechs Monate. Jungtiere werden rund eineinhalb Jahre gesäugt. Da als einzigartige anatomische Besonderheit bei den Weibchen die Brustwarzen sehr dicht beieinanderstehen, können die Jungtiere auch an beiden Brüsten gleichzeitig saugen.
Ihre Geschlechtsreife erreichen Weibchen mit 4 bis 5 Jahren und Männchen mit 5 bis 8 Jahren. Die Lebenserwartung dieser Tiere beträgt über 20 Jahre.

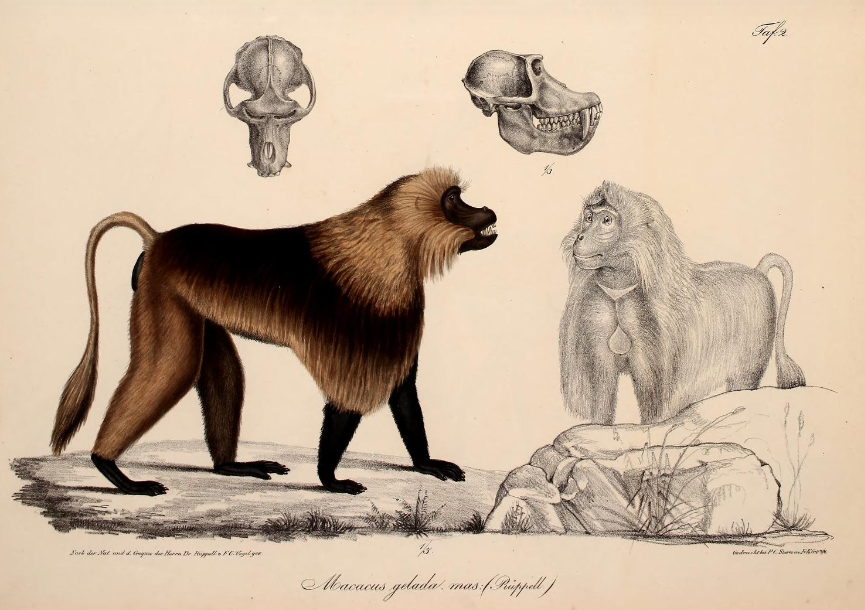
Zeichnung aus Rüppels Erstbeschreibung

## Systematik

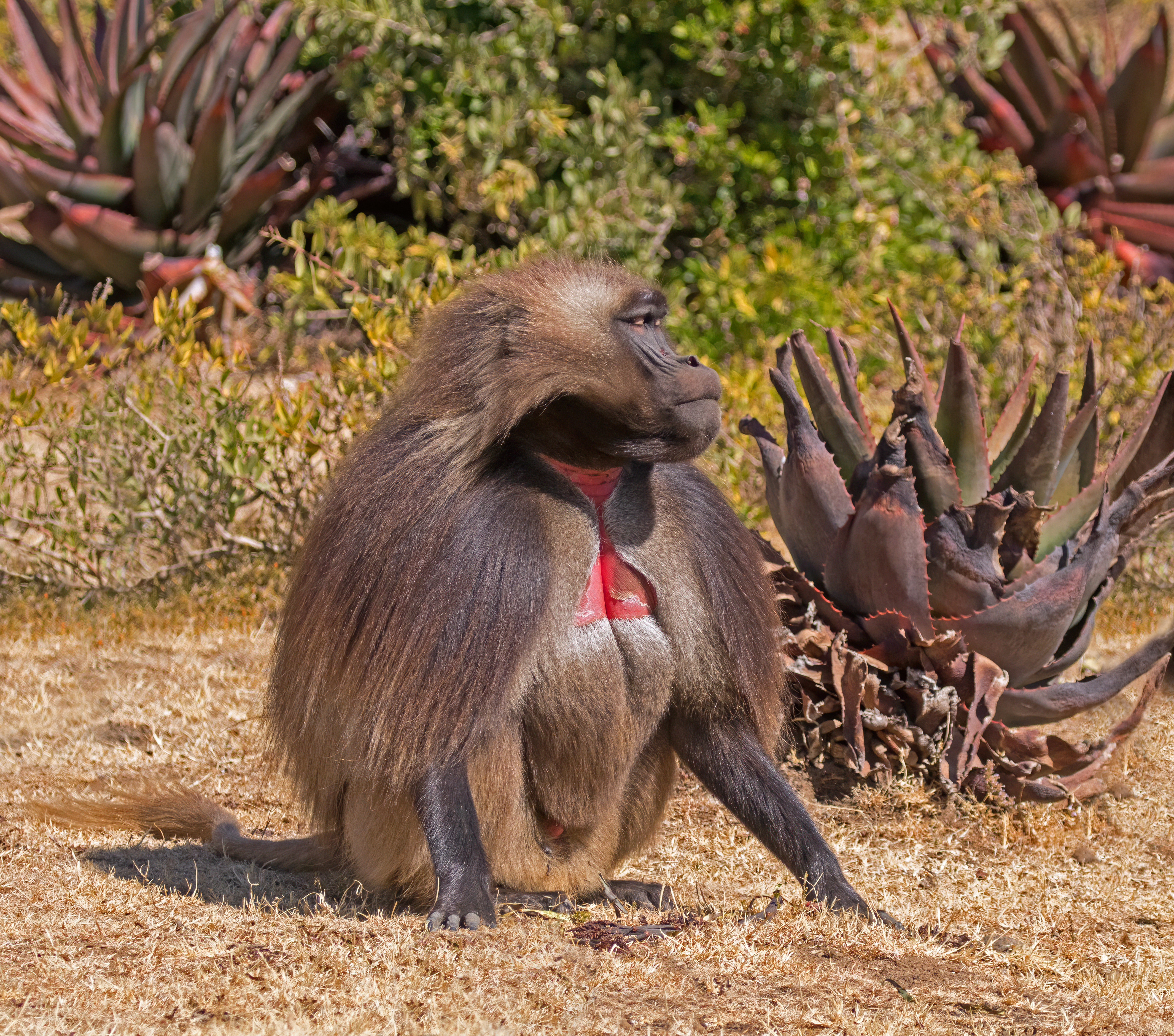
Südlicher Dschelada

Der Dschelada wurde 1835 durch den deutschen Naturwissenschaftler und Afrikaforscher Wilhelm Peter Eduard Simon Rüppell als Macacus gelada erstmals wissenschaftlich beschrieben. Die Einführung der Gattung Theropithecus folgte 1843 durch den französischen Zoologen Isidore Geoffroy Saint-Hilaire.
Es werden zwei Unterarten unterschieden:
- Der Nördliche Dschelada (Theropithecus gelada gelada) Rüppel, 1835. Er lebt nördlich des Tanasees und westlich des Tekeze-Setit und hat eine braune Mähne und die Haare rund um den haarlosen Brustfleck sind eisengrau.[6]

- Der Südliche Dschelada (Theropithecus gelada obscurus) Heuglin, 1863. Er kommt südlich des Tanasees und östlich des Tekeze-Setit vor und hat eine dunkelbraune Mähne und die Haare rund um den haarlosen Brustfleck sind weiß.[7]

- Der Arsi-Dschelada, eine eventuelle dritte, bisher unbeschriebene Unterart des Dscheladas, kommt östlich des Großen Afrikanischen Grabenbruchs in der ehemaligen Provinz Arsi vor.[5] Dieser Dschelada hat eine helleres, leicht golden schimmerndes Fell und lebt in trockeneren, tiefer gelegenen Regionen, in Höhen von 1800 bis 2400 Metern.[1] Er ist möglicherweise mit Theropithecus senes identisch, der 1857 durch den französischen Zoologen Jacques Pucheran beschrieben wurde, heute aber als Synonym von Theropithecus gelada gilt.[5]

## Bedrohung und Schutz
Dscheladas sind sehr spezialisierte Tiere. Sie bewohnen einen kleinen Lebensraum und werden von der IUCN als potenziell gefährdet eingestuft. Gründe für die Gefährdung sind der Verlust ihres Lebensraumes durch Umwandlung ihres Siedlungsgebietes in Ackerland sowie die Jagd, vor allem ihres Fleisches wegen. Früher wurden auch Männchen erlegt, um aus ihren Mähnen Kopfschmuck herzustellen. In einigen Schutzgebieten, darunter dem Nationalpark Simien Mountains, der auch als Weltnaturerbe der UNESCO deklariert ist, genießen sie völligen Schutz. Weltweit werden von diesen seltenen Primaten nur ca. 350 Tiere in zoologischen Einrichtungen gehalten (Stand Januar 2011). Das internationale Zuchtbuch für Blutbrustpaviane wird vom NaturZoo Rheine in Deutschland geführt.